# Чёрные усачи
Чёрные усачи (лат. Monochamus) — род разноядных жесткокрылых из подсемейства ламиин (Lamiinae) внутри семейства жуков-усачей (Cerambycidae). Эти жуки играют существенную роль в динамике биоценозов и в лесном хозяйстве. Некоторые представители этого рода наносят серьёзный вред хвойным деревьям. Некоторые усачи являются переносчиками некоторых видов древесных нематод рода Bursaphelenchus.
Тело взрослых жуков большое или средних размеров, реже довольно мелкое; в длину достигают от 15 до 40 мм.

## Морфология

### Имаго
Тело всегда более или менее вытянутое. Голова имаго большая. Между усиковыми бугорками имеется очень глубокое вдавление, особенно резко это выражено у самцов, у которых вдавление очень узкое и глубокое. Щёки длинные и обычно немного выступающие на вершине. Мандибулы сильно развитые. Глаза сильно выемчатые; нижняя доля глаз заметно шире верхней доли.
Усики более или менее тонкие, у самцов гораздо длиннее тела, у самок равны длине тела либо чуть заступают за вершину надкрылий. Первый членик усиков сильно утолщён. Третий членик очень длинный; гораздо длиннее четвёртого или первого. Четвёртый членик немного длиннее пятого. начиная с шестого членика все последующие членики по длине равны или почти равны друг другу, но 11-й членик у самцов очень длинный, с более или менее ясно выраженным придатком, у самок обычно лишь чуть длиннее 10-го членика.
Переднеспинка слегка или умеренно поперечная, с хорошо намеченными перетяжками, с большими боковыми буграми, вытянутыми в острые или очень тупые шины, без бугров на диске. Щиток большой полукруглой формы или широко закругленный.
Надкрылья длинные, в большинстве случаев сильно вытянутые, слегка сужены к концу или почти параллельные, цилиндрические, на вершине без зубцов, обычно закругленные, почти всегда в грубой скульптуре и основной части, но без больших, острых бугорков или шипов.
Ноги длинные, бедра линейные, лапки короткие, коготки противопоставленные. Передние ноги самца сильно удлиненные, длиннее задних ног, с более или менее заметно искривленными голенями и расширенными лапками.

### Яйцо
Яйцо белого цвета, вытянутое. На полюсах яйцо закруглённое. Хорион яйца в мелкой ячеистой скульптуре.

### Личинка
Личинки белые. Голова плоская, наполовину втянута в переднегрудь. Усики короткие и конусовидные. Сбоку от усиков с вентральной стороны имеются по одному выпуклому глазку.
На переднем крае переднеспинки имеется широкая белая кайма; на задней кромке этой каймы располагается поперечная волосистая полоска.
Грудных ног у личинок нет. Двигательные мозоли развиты на 1-7 сегментах брюшка; двигательные мозоли покрыты ампуловидными гранулами, которые на дорсальной стороне образуют четыре поперечных ряда и один продольный боковой ряд. Анальное отверстие состоит из трёх лучей: нижний луч короткий, в два-три раза короче двух боковых (M. urussovi) или длинный, лишь немного короче боковых (M. saltuarius, M. guttulatus).

## Экология
Личинки развиваются в стволах хвойных деревьев.

### Чёрные усачи и нематоды
Некоторые усачи являются переносчиками некоторых видов древесных нематод из рода Bursaphelenchus, вызывающих вилт. Жуки M. alternatus, M. carolinensis и некоторые другие виды переносчики нематод вида Bursaphelenchus xylophilus; виды M. urussovi и M. sutor переносчики нематод Bursaphelenchus mucronatus.

## Таксономия
В составе рода входят около 150 видов. Некоторые из них:
- Monochamus alternatus Hope, 1842
- Monochamus carolinensis (Olivier, 1792)
- Monochamus clamator (LeConte, 1852)
- Усач бронзовый сосновый (Monochamus galloprovincialis (Olivier, 1795))
- Усач чёрный дальневосточный (Monochamus grandis Waterhouse, 1881)
- Усач чёрный пятнистый (Monochamus guttulatus Gressitt, 1951)
- Усач чёрный крапчатый (Monochamus impluviatus Motschulsky, 1859)
- Monochamus marmorator Kirby in Richardson, 1837
- Monochamus maruokai Hayashi, 1962
- Monochamus mutator LeConte, 1850
- Дальневосточный чёрный усач (Monochamus nitens Bates, 1884)
- Monochamus notatus (Drury, 1773)
- Monochamus obtusus Casey, 1891
- Усач чёрный бархатисто-пятнистый (Monochamus saltuarius (Fabricius, 1792))
- Большой еловый чёрный усач (Monochamus sartor (Fabricius, 1787))
- Monochamus scutellatus (Say, 1824)
- Усач чёрный еловый малый (Monochamus sutor (Linnaeus, 1758))
- Monochamus titillator (Fabricius, 1775)
- Усач чёрный пихтовый (Monochamus urussovi (Fischer-Waldheim, 1806))